# Museo Rosario Castellanos
El Museo Rosario Castellanos MUROC es un recinto dedicado a la vida y obra de Rosario Castellanos,  en la ciudad de Comitán de Domínguez, Chiapas.
Se inauguró el 10 de noviembre de 2017, su apertura fue tres años después de su construcción y posterior a un terremoto que sacudió Chiapas, siendo esto un símbolo para la comunidad, un motivo de alegría.
Surge como un reconocimiento a Rosario Castellanos escritora emblemática e importante de Comitán.
El museo se estableció en una casona de 1900 que se rehabilitó completamente, con muros de más de 4 metros de altura, con techumbre de teja en artesonado de madera,  ubicada en la 3.ª calle Sur Oriente en la zona denominada “Jesusito” en el Centro Histórico de Comitán de Domínguez.
Este museo es para conocer a fondo a Rosario Castellanos a través de sus palabras.

## Espacios al interior del museo.
El recorrido por este museo es un viaje por la vida y obra de una de las principales escritoras de México, una mujer orgullosamente Comiteca.
Este recinto museográfico proporciona información de su trayectoria como escritora, en donde destacó en todos los géneros literarios, así como por sus otras facetas como maestra, figura pública, funcionaria, política,  universitaria, diplomática, periodista y poeta.
El museo cuenta con cinco salas con colecciones de poesía, cuento, novela, teatro y ensayo de Rosario Castellanos quien fuera embajadora de México en Israel.
Una sala con las obras publicadas de la escritora, sala en donde se exhibe un video donde participa la poeta Dolores Castro, y un espacio audiovisual en donde se pueden oír los poemas de la serie Voz Viva de la UNAM y ver una réplica de su máquina de escribir.
Cuenta con una línea de tiempo con la vida y obra de Rosario Castellanos.
La inversión fue de 31 millones de pesos y se realizó durante la administración de Manuel Velasco Coello.

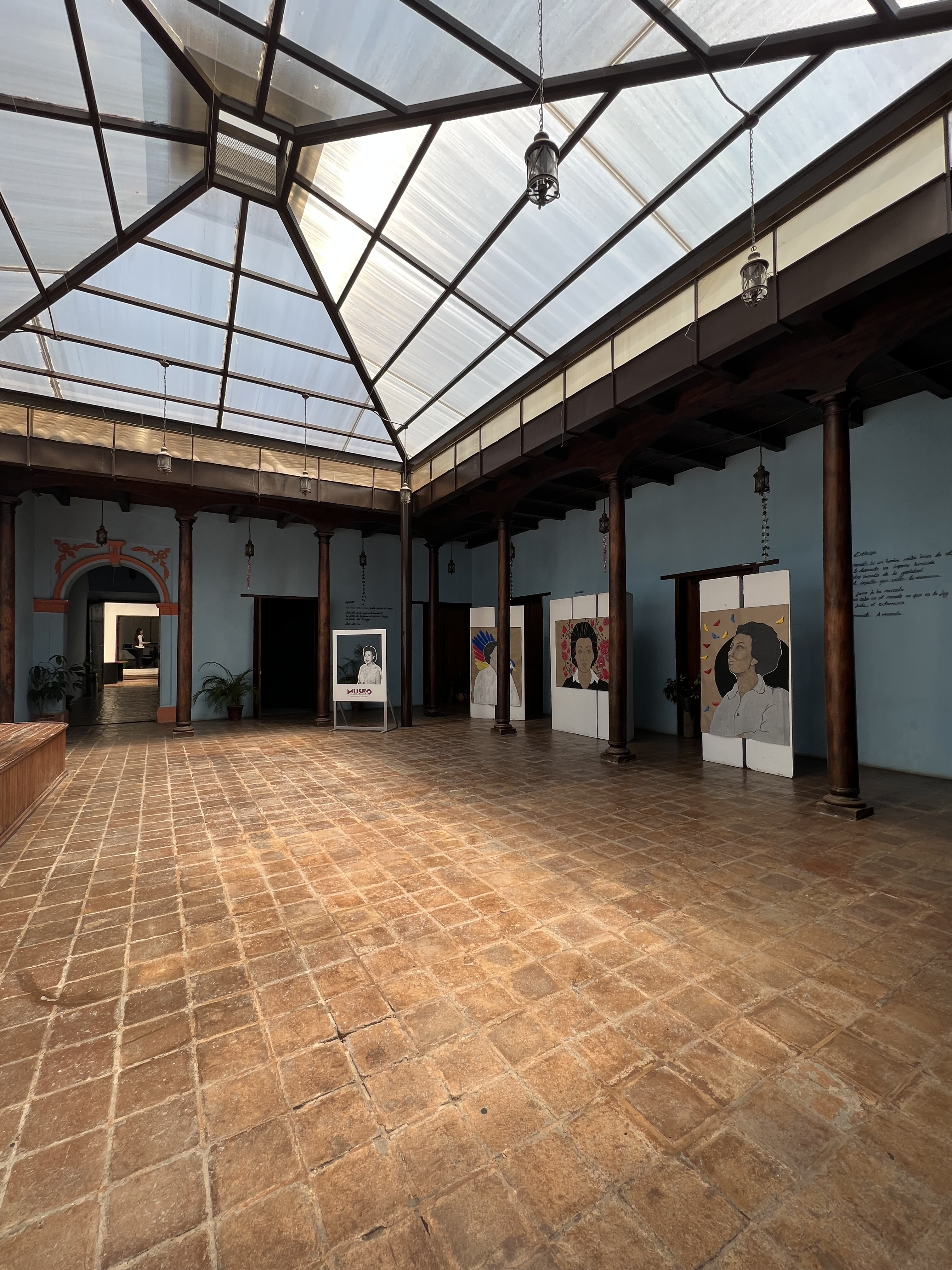
Patio del Museo

"Siempre, desde que por primera vez me llevaron a México, quise regresar a mi tierra, soy una de las gentes más arraigadas que existen, pero no me atrevía yo"
Rosario Castellanos

## Promoción de la cultura
El Museo Rosario Castellanos, es un recinto en donde se promueve la cultura, de manera coordinada con distintas entidades se imparten clases a juventudes para desarrollar habilidades en diversas corrientes artísticas como: teatro, música, pintura, escritura.
Sus instalaciones reciben a artistas, personas de la academia, colaborando con sus espacios para la realización de eventos, foros, conversatorios.
El MUROC, es operado por Coneculta y forma parte del catálogo de museos de la ciudad de Comitán de Domínguez, Chiapas.

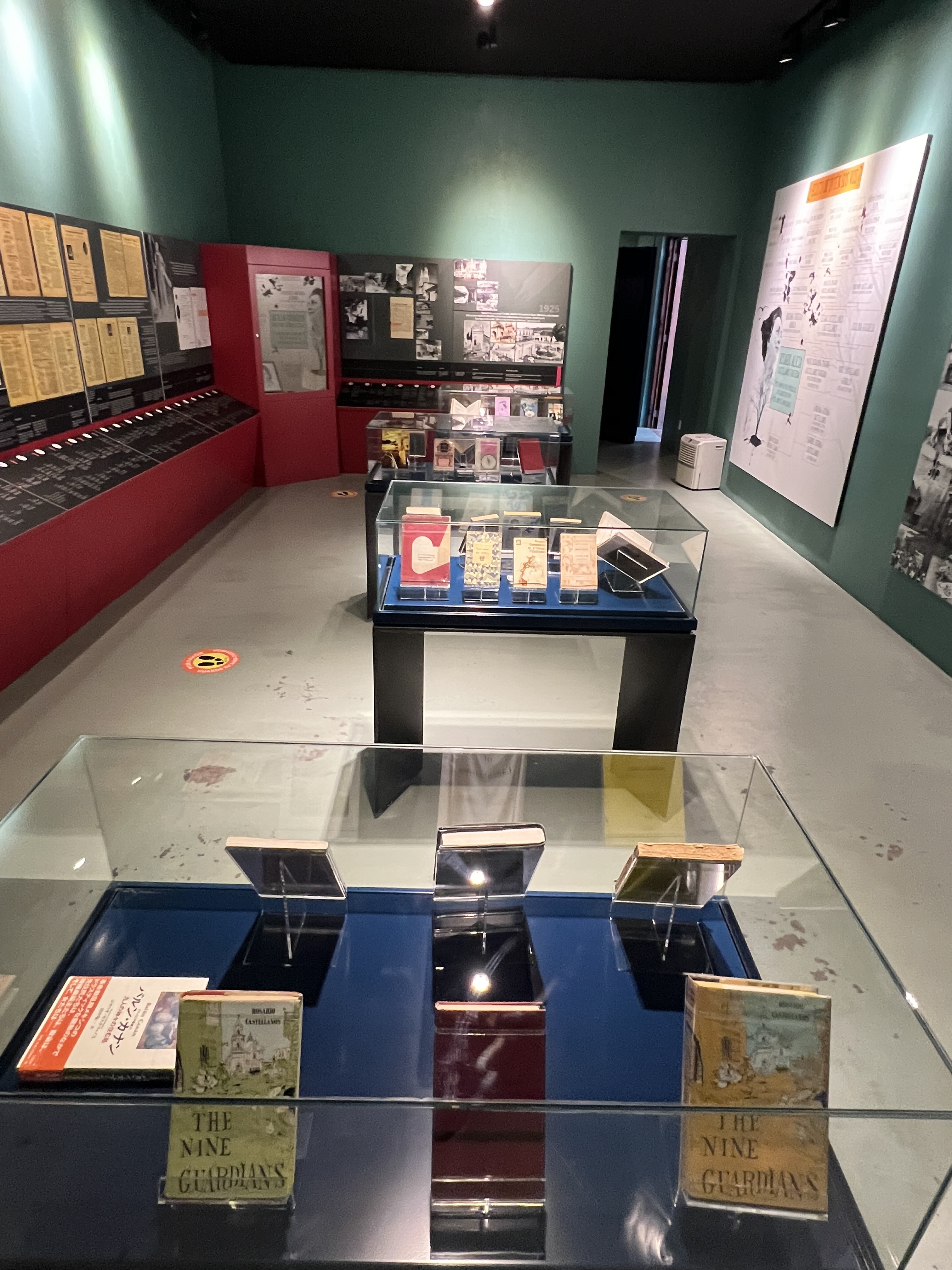
Interior del MUROC